# Piekary (powiat krakowski)
Piekary – wieś w Polsce, położona w województwie małopolskim, w powiecie krakowskim, w gminie Liszki.
Wieś opactwa benedyktynów tynieckich w województwie krakowskim w końcu XVI wieku. W latach 1975–1998 w województwie krakowskim.
Piekary znajdują się na lewym brzegu Wisły na dużej równinie zaliczanej do Obniżenia Cholerzyńskiego w obrębie Bramy Krakowskiej. W miejscu tym Wisła dokonuje przełomu, przepływając przez Bramę Tyniecką, w skład której wchodzą Skałki Piekarskie na wzgórzu Stróżnica, zwanym też Gołąbcem, i Wzgórze Klasztorne, na którym zbudowano Opactwo Benedyktynów w Tyńcu.

## Części wsi
| SIMC    | Nazwa    | Rodzaj    |
| ------- | -------- | --------- |
| 0325707 | Dół      | część wsi |
| 0325713 | Pod Lipą | część wsi |
| 0325720 | Sroki    | część wsi |

## Zabytki
Obiekty wpisane do rejestru zabytków nieruchomych województwa małopolskiego.
- Zespół pałacowo–parkowy pałac, oficyna, folwark (spichlerz z budynkiem gospodarczym), zabudowania browaru, figura MB, park.

Na dwóch Skałkach Piekarskich (Okrążku i Kozierówce) odkopano pochodzące ze środkowego paleolitu ślady osadnictwa neandertalczyków, datowane na 120, 55 i 30 tysięcy lat. Najstarsze zabytki sprzed 120 tys. lat to krzemienne odłupki narzędzi aszelskich lub mustierskich. Pochodzą ze stanowisk w Jaskini nad Galoską i Jaskini na Gołąbcu. W Skałkach Piekarskich znajdują się jeszcze inne, mniejsze jaskinie i schroniska: Jaskinia Wiślana Wschodnia, Jaskinia Wiślana Zachodnia, Jaskinia na Gołąbcu Dolna, Schronisko w Okrążku i Kawerna w Piekarach. Na Kozierówce znajduje się Grodzisko w Piekarach – pozostałości grodu z XIII wieku.
W 1998 r. Fundacja im. ks. Siemaszki, prowadzona przez ks. Bronisława Sieńczaka ze zgromadzenia księży misjonarzy, rozpoczęła budowę Centrum Edukacyjnego „Radosna Nowina 2000” w Piekarach. Dzięki finansowemu wsparciu pani Józefiny Gebert ze Szwajcarii powstał kompleks budynków, w których znajdują się Liceum Ogólnokształcące „Radosna Nowina 2000”, kościół, hala sportowa i basen. W miejscowości działa też klub piłkarski LKS Tęcza Piekary.

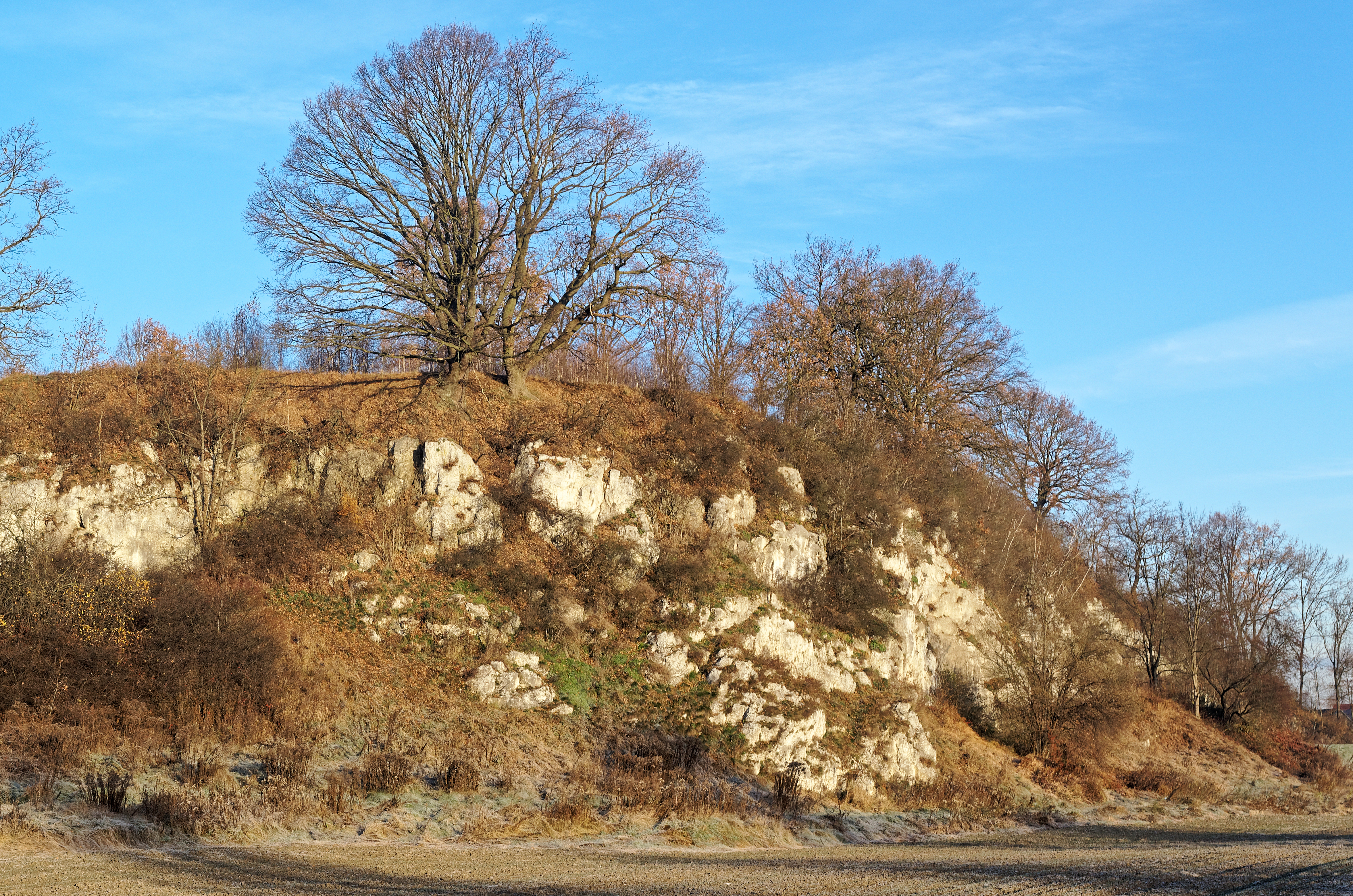
Skałki Piekarskie
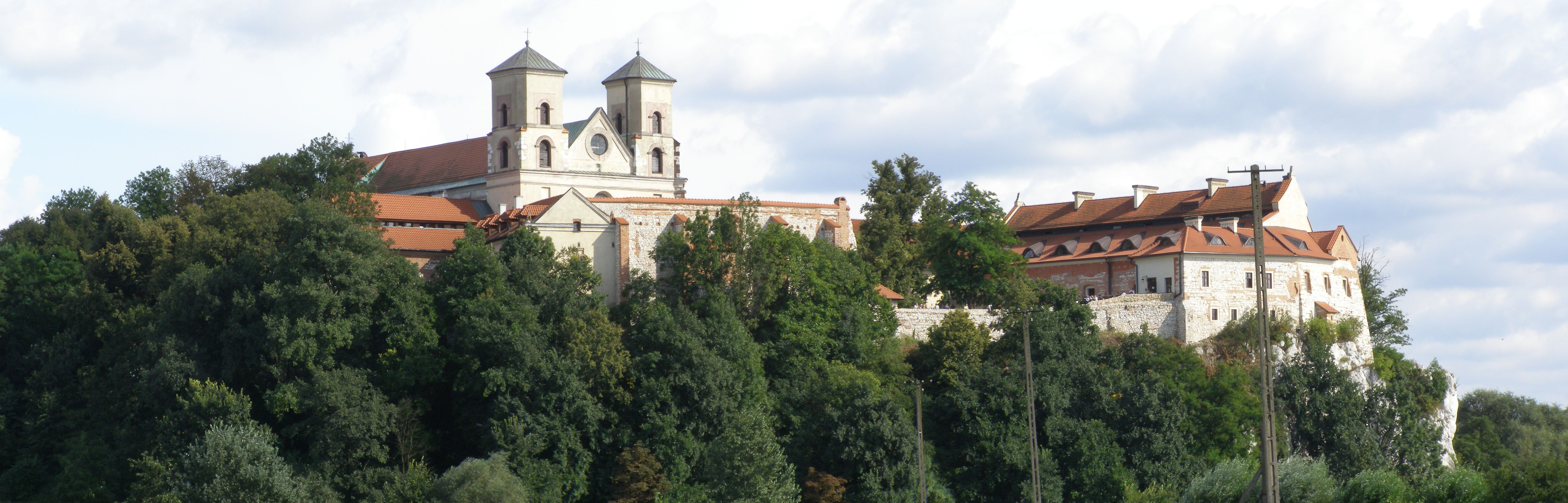
Widok na Opactwo Benedyktynów w Tyńcu
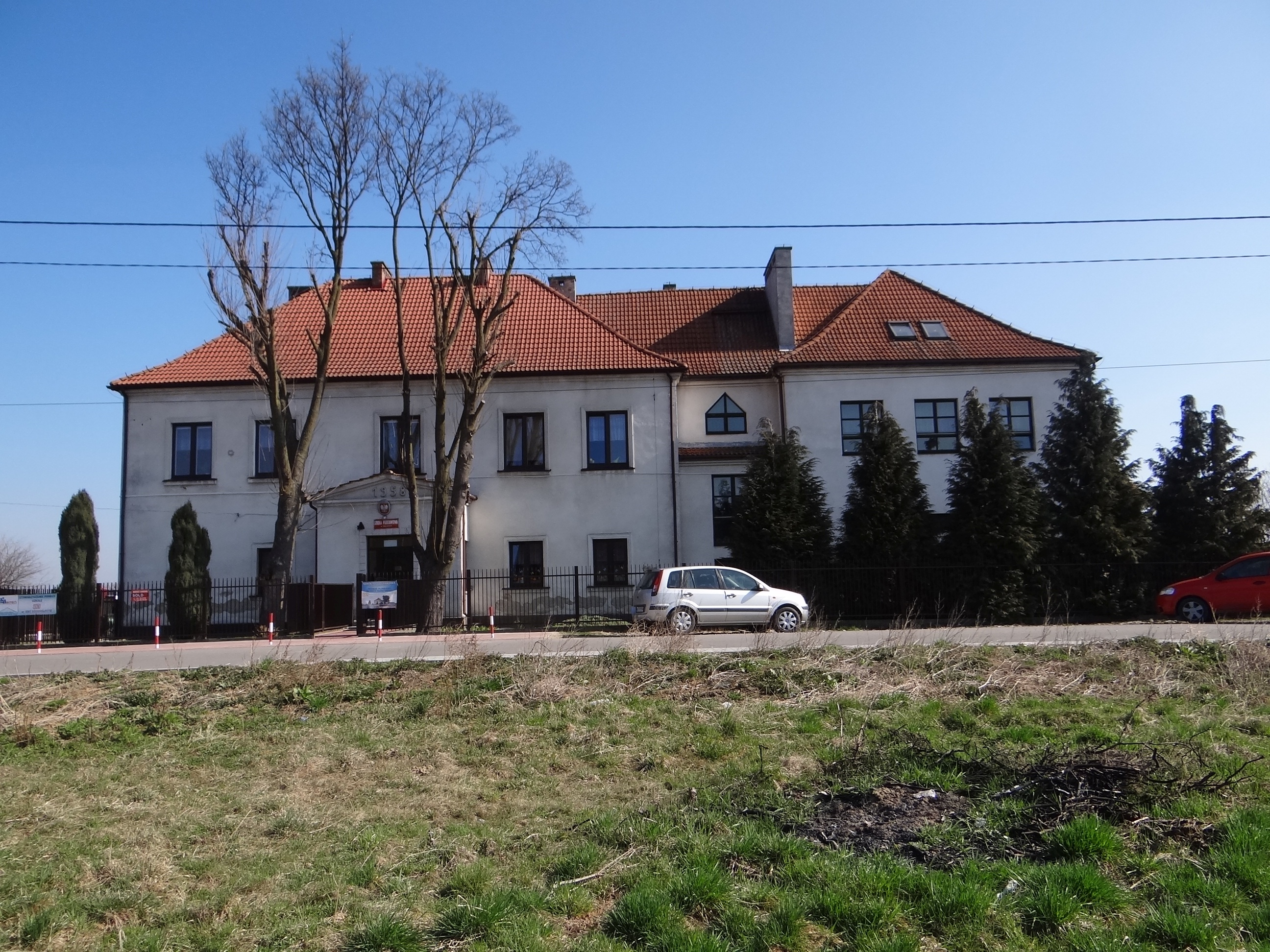
Szkoła
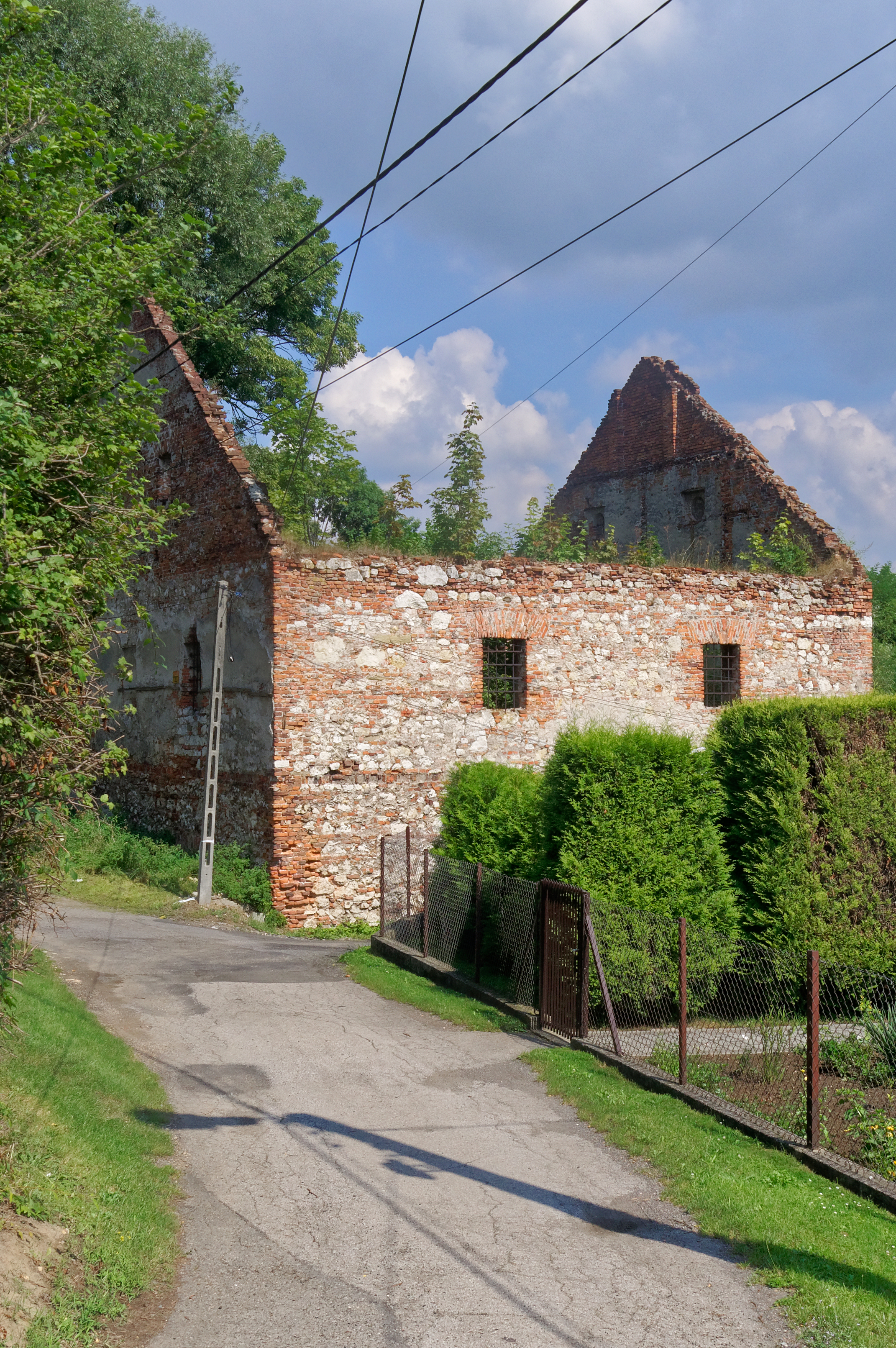
Ruiny browaru w Piekarach
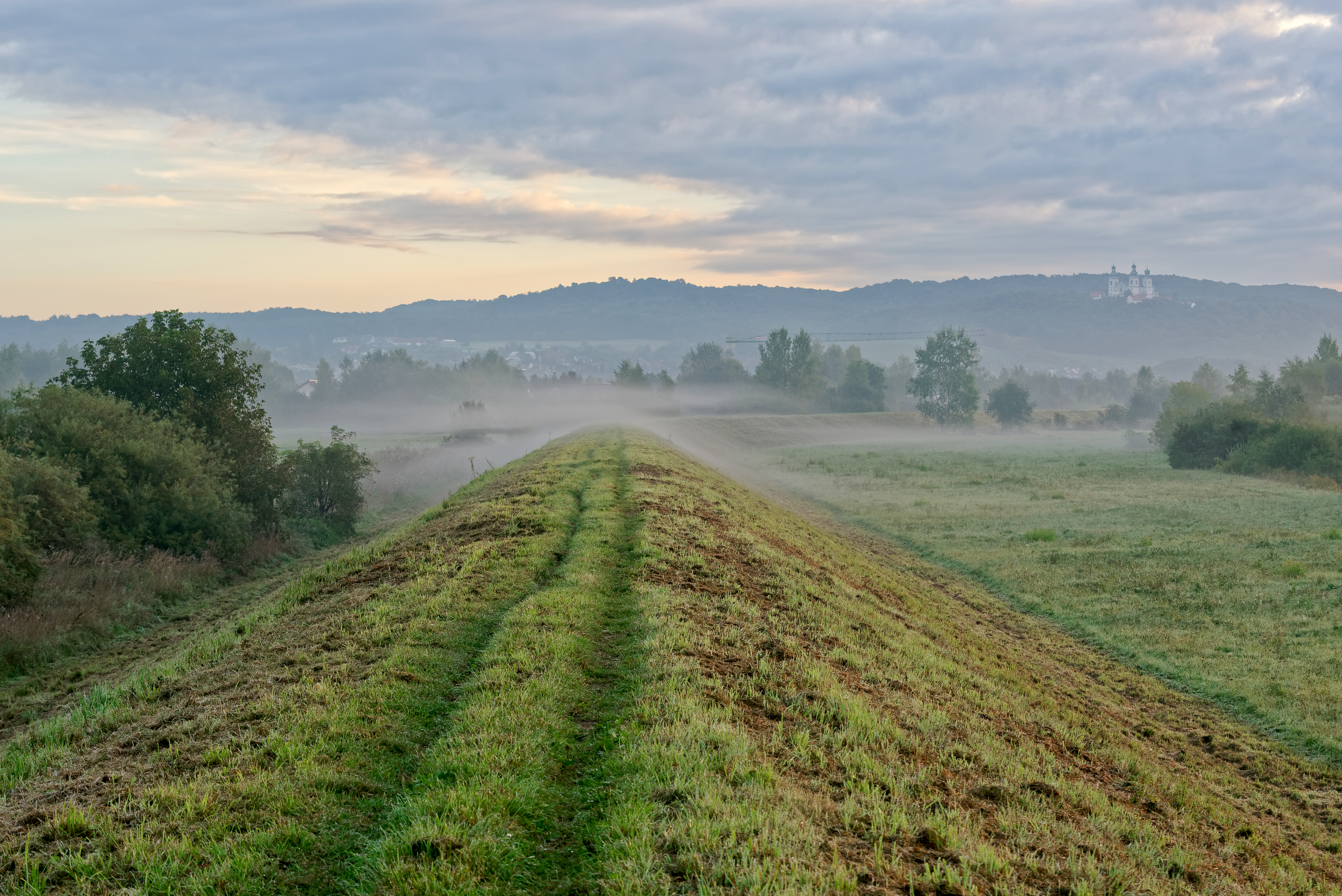
Wały przeciwpowodziowe nad Wisłą w Piekarach
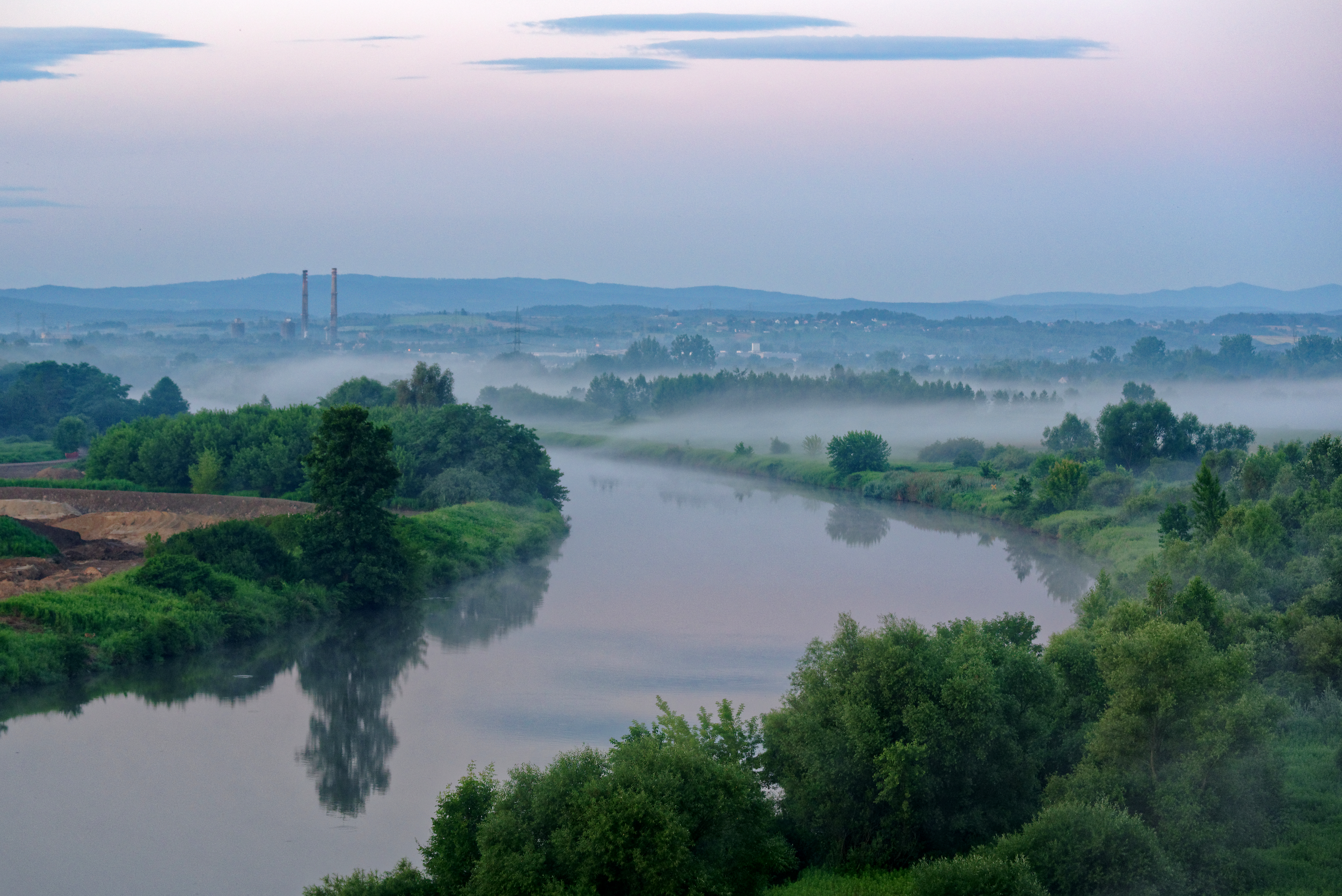
Wisła przed świtem w Piekarach
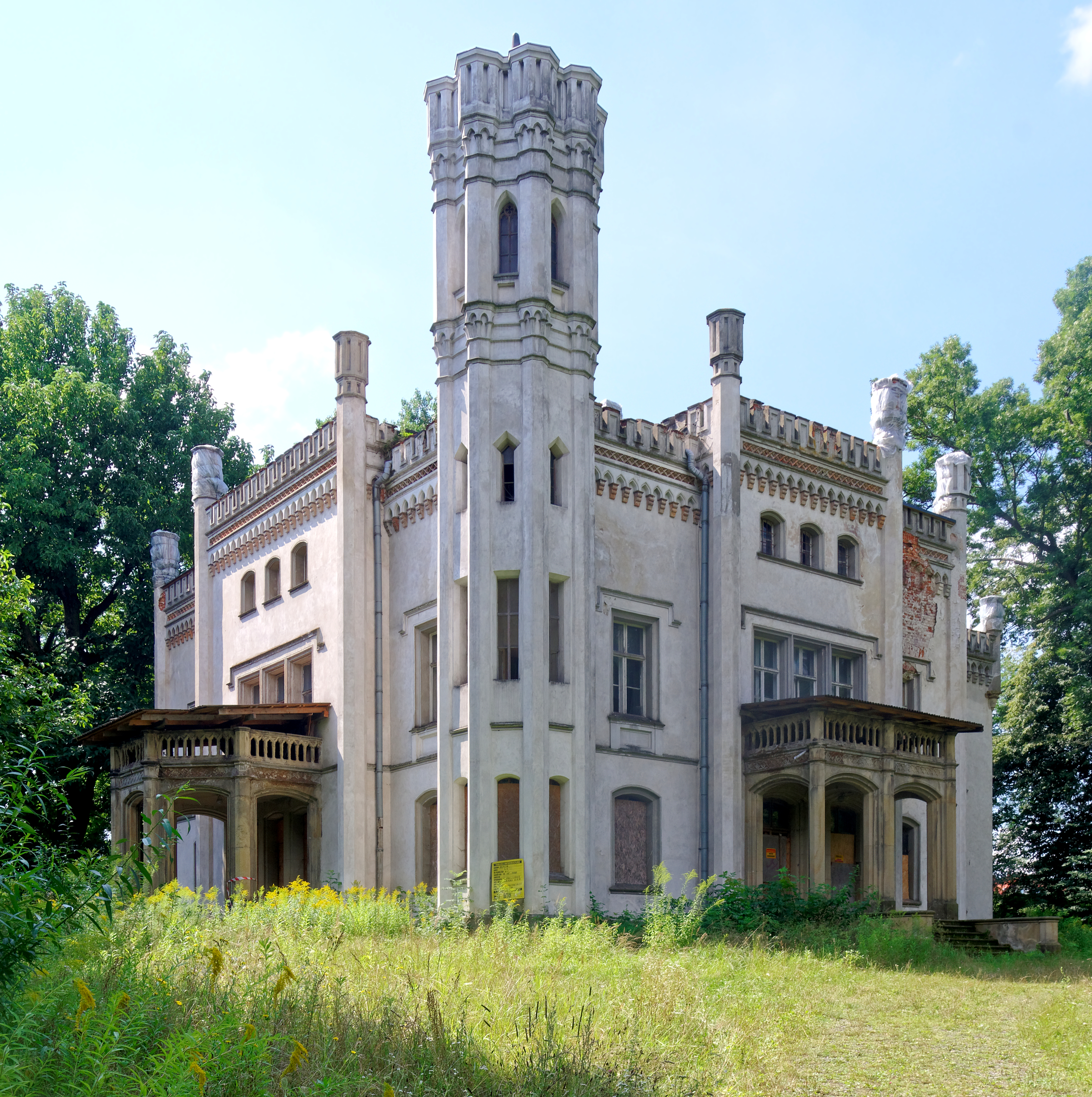
Pałac w Piekarach w 2020 roku

## Przypisy

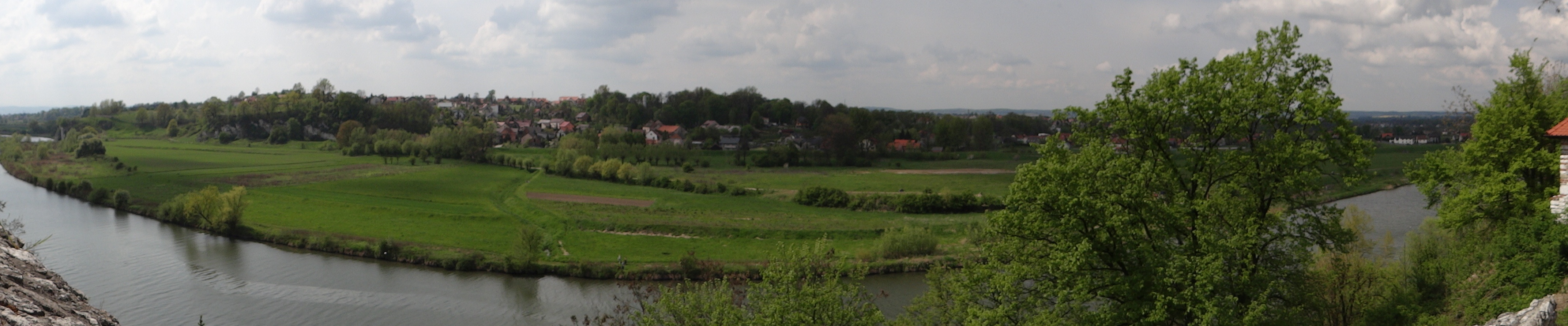
Ogólny widok Piekar z Tyńca